# 라이베리아 대통령
라이베리아 공화국의 대통령(영어: The President of the Republic of Liberia)은 라이베리아의 국가 원수이자 정부 수반이다. 대통령 선출 방식은 직선제를 통해 선출되며, 임기는 6년 중임제이고, 1번의 중임이 가능하고 최대 임기가 12년이다.

## 라이베리아의 역대 대통령 목록
| #  | 이름                                | 이름 | 임기 시작        | 임기 종료        | 소속 정당             | 부통령                                         |
| -- | ----------------------------------- | ---- | ---------------- | ---------------- | --------------------- | ---------------------------------------------- |
| 1  | 조지프 젠킨스 로버츠                |      | 1848년 1월 3일   | 1856년 1월 7일   | 없음                  | 스티븐 앨런 벤슨                               |
| 2  | 스티븐 앨런 벤슨                    |      | 1856년 1월 7일   | 1864년 1월 4일   | 없음                  | 베벨리 예이츠                                  |
| 3  | 대니얼 베시얼 워너                  |      | 1864년 1월 4일   | 1868년 1월 6일   | 공화당                | 제임스 M. 프리에스트                           |
| 4  | 제임스 스프릭스 페인                |      | 1868년 1월 6일   | 1870년 1월 3일   | 공화당                | 공석                                           |
| 5  | 에드워드 제임스 로이                |      | 1870년 1월 3일   | 1871년 10월 26일 | 참 휘그당             | 제임스 스커브링 스미스                         |
| 6  | 제임스 스키브링 스미스              |      | 1871년 11월 4일  | 1872년 1월 1일   | 참 휘그당             | 앤서니 W. 가디너                               |
| 7  | 조지프 젠킨스 로버츠 (두 번째 임기) |      | 1872년 1월 1일   | 1876년 1월 3일   | 공화당                | 앤서니 W. 가디너                               |
| 8  | 제임스 스프릭스 페인 (두 번째 임기) |      | 1876년 1월 3일   | 1878년 1월 7일   | 공화당                | 공석                                           |
| 9  | 앤서니 W. 가디너                    |      | 1878년 1월 7일   | 1883년 1월 20일  | 참 휘그당             | 알프레드 프랜시스 러셀                         |
| 10 | 알프레드 프랜시스 러셀              |      | 1883년 1월 20일  | 1884년 1월 7일   | 참 휘그당             | 공석                                           |
| 11 | 힐러리 R. W. 존슨                   |      | 1884년 1월 7일   | 1892년 1월 4일   | 참 휘그당             | 공석                                           |
| 12 | 조세프 제임스 치즈먼                |      | 1892년 1월 4일   | 1896년 11월 12일 | 참 휘그당             | 윌리엄 D. 콜먼                                 |
| 13 | 윌리엄 D. 콜먼                      |      | 1896년 11월 12일 | 1900년 12월 11일 | 참 휘그당             | J. J. 로스                                     |
| 14 | 개럿슨 W. 깁슨                      |      | 1900년 12월 11일 | 1904년 1월 4일   | 참 휘그당             | 공석                                           |
| 15 | 아서 바클레이                       |      | 1904년 1월 4일   | 1912년 1월 1일   | 참 휘그당             | J. J. 도센                                     |
| 16 | 대니얼 에드워드 하워드              |      | 1912년 1월 1일   | 1920년 1월 5일   | 참 휘그당             | 공석                                           |
| 17 | 찰스 D. B. 킹                       |      | 1920년 1월 5일   | 1930년 12월 3일  | 참 휘그당             | 새무얼 알프레드 로스 헨리 투 웨슬리 앨런 얀시  |
| 18 | 에드윈 바클레이                     |      | 1930년 12월 3일  | 1944년 1월 3일   | 참 휘그당             | 공석                                           |
| 19 | 윌리엄 터브먼                       |      | 1944년 1월 3일   | 1971년 7월 23일  | 참 휘그당             | 클래런스 로렌조 심프슨 윌리엄 R. 톨버트 주니어 |
| 20 | 윌리엄 R. 톨버트 주니어             |      | 1971년 7월 23일  | 1980년 4월 12일  | 참 휘그당             | 제임스 에드워드 그린 베니에 디 와르너          |
| 21 | 사무엘 도                           |      | 1986년 1월 6일   | 1990년 9월 9일   | 라이베리아 국가민주당 | 해리 모니바                                    |
| 22 | 찰스 테일러                         |      | 1997년 8월 2일   | 2003년 8월 11일  | 애국당                | 이노치 도고레라 모지스 블라                    |
| 23 | 모지스 블라                         |      | 2003년 8월 11일  | 2003년 10월 14일 | 애국당                | 공석                                           |
| 24 | 엘런 존슨설리프                     |      | 2006년 1월 16일  | 2018년 1월 22일  | 통일당                | 조세프 보아카이                                |
| 25 | 조지 웨아                           |      | 2018년 1월 22일  | 2024년 1월 22일  | 민주변혁회의          | 쥬얼 테일러                                    |
| 26 | 조지프 보아카이                     |      | 2024년 1월 22일  | 현재             | 통일당                | 예레미야 쿵                                    |

## 임시 국가 원수 목록
| 이름                       | 사진 | 직위                       | 취임일           | 퇴임일          | 소속정당              |
| -------------------------- | ---- | -------------------------- | ---------------- | --------------- | --------------------- |
| 사무엘 도                  |      | 민족 수복 위원회 수장      | 1980년 4월 12일  | 1986년 1월 6일  | 라이베리아 국가민주당 |
| 아모스 소여 박사           |      | 국가 통일 과도 정부의 의장 | 1990년 11월 22일 | 1994년 3월 7일  | 라이베리아 인민당     |
| 데이비드 D. 크포르마크포르 |      | 국민 의회의 의장           | 1994년 3월 7일   | 1995년 9월 1일  |                       |
| 윌턴 G. S. 산카울로        |      | 국민 의회의 의장           | 1995년 9월 1일   | 1996년 9월 3일  |                       |
| 루스 페리                  |      | 국민 의회의 의장           | 1996년 9월 3일   | 1997년 8월 2일  |                       |
| 규드 브라이언트            |      | 과도 정부 의장             | 2003년 10월 14일 | 2006년 1월 16일 | 라이베리아 행동당     |

## 같이 보기
- 라이베리아의 부통령
- 라이베리아의 정치
- 라이베리아의 역사